# 玉野市コミュニティーバス
玉野市コミュニティバス（たまのしコミュニティバス）は、岡山県玉野市のコミュニティバスである。通称シーバス。両備ホールディングスが受託運行する。

## 現行系統

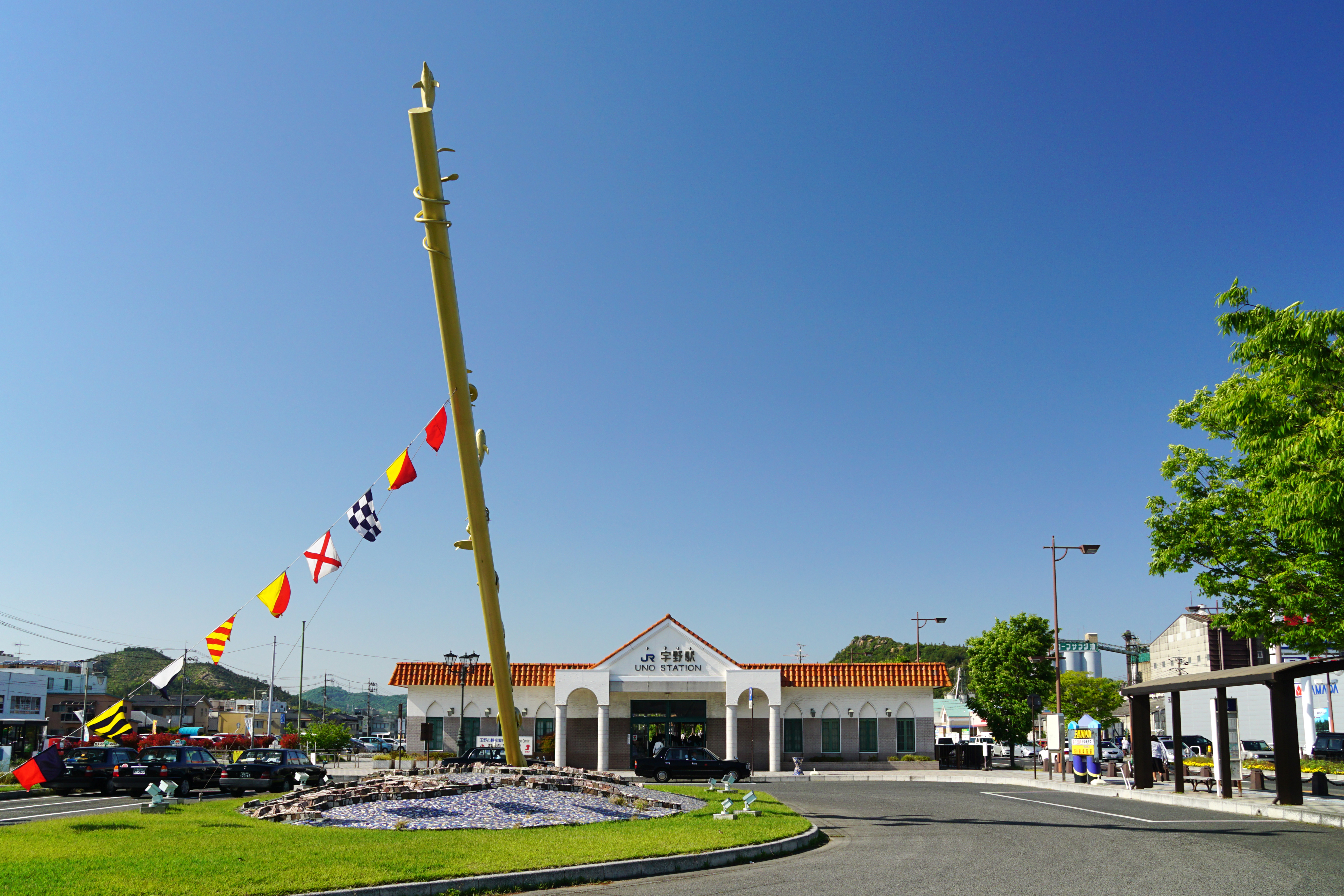
宇野駅

小型シーバス線はHareca・交通系ICカード全国相互利用サービス対応カード利用不可。
- 中型シーバス線（東児 - 深山 - 宇野 - すこやか）
  - 東児市民センター - 山田 - 後閑 - 大藪 - 田井（東児市民センター行きのみ停車） - 田井駅 - 深山公園道の駅 - 田井駅 - 田井（すこやかセンター行きのみ停車） - 清水橋 - 岡山赤十字玉野病院 - 宇野駅 - 旭橋通り（旧道） - 玉野市役所前 - 玉野市役所入口（すこやかセンター行きのみ停車） - たまの病院前（すこやかセンター行きは新道、東児市民センター行きは旧道） - 鳴滝橋（すこやかセンター行きは新道、東児市民センター行きは旧道） - 宇野三丁目 - 玉橋 - 玉比咩神社前 - すこやかセンター
  - 東児市民センター - 山田 - 後閑 - 大藪 - 福祉の丘公園前 - 清水橋 - 玉野営業所前 - 宇野駅 - 旭橋通り（旧道） - 玉野市役所前 - 玉野市役所入口（すこやかセンター行きのみ停車） - たまの病院前（すこやかセンター行きは新道、東児市民センター行きは旧道） - 鳴滝橋（すこやかセンター行きは新道、東児市民センター行きは旧道） - 商工高校前 - 玉比咩神社前 - すこやかセンター（平日のみ運行）
  - すこやかセンター → 玉比咩神社前 → 商工高校前 → 鳴滝橋（旧道） → たまの病院前（旧道） → 玉野市役所前 → 旭橋通り（新道） → 宇野駅 → 岡山赤十字玉野病院 → 清水橋 → 田井駅 → 深山公園道の駅 → 田井駅 → 田井 → 大藪 → 後閑 → 山田 → 東児市民センター（平日のみ運行）
- 中型シーバス線（荘内 - 深山 - 宇野 - すこやか）
  - 深山公園道の駅 → 田井駅 → 田井 → 福祉の丘公園前 → 岡山赤十字玉野病院 → 宇野駅 → 旭橋通り（旧道） → 玉野市役所前 → 玉野市役所入口 → たまの病院前（新道） → 鳴滝橋（新道） → 宇野三丁目 → 玉橋 → 玉比咩神社前 → すこやかセンター（平日のみ運行）
  - すこやかセンター → 玉比咩神社前 → 商工高校前 → 鳴滝橋（旧道） → たまの病院前（旧道） → 玉野市役所入口 → 旭橋通り（新道） → 宇野駅 → 清水橋 → 田井駅 → 深山公園入口 → （ノンストップ） → 東紅陽台 → 東紅陽台北公園 → 東紅陽台 → （ノンストップ） → 荘内小学校（北体育館）（平日のみ運行）
- 中型シーバス線（宇野 - 玉原 - 荘内）
  - 宇野駅 - 旭橋通り（旧道） - 玉野市役所前（旧道） - たまの病院前（横田口（方転場）行きは新道、宇野駅行きは旧道） - 鳴滝橋（横田口（方転場）行きは新道、宇野駅行きは旧道） - 宇野三丁目 - 中山トンネル - 玉野レクレセンター - 玉橋 - 玉四丁目 - 玉比咩神社前 - 玉原 - 大池 - 企業団地北 - 天王谷川公園 - 長尾 - 荘内支所前 - 秀天橋 - 横田口（方転場）（平日のみ運行）
- 中型シーバス線（東児 - 深山 - 宇野 - 玉原）
  - 東児市民センター → 山田 → 後閑 → 大藪 → 田井駅 → 深山公園道の駅 → 田井駅 → 田井 → 清水橋 → 岡山赤十字玉野病院 → 宇野駅 → 旭橋通り（旧道） → 玉野市役所前 → たまの病院前（新道） → 鳴滝橋（新道） → 宇野三丁目 → 玉橋 → 玉比咩神社前 → 玉原 → 大池 → 企業団地北 → 天王谷川公園（平日のみ運行）
- 小型シーバス線（東児 - 八浜 - 深山 - 宇野 - 日比）
  - 東児市民センター - 梶岡 - 胸上 - 鉾立 - 上山坂 - 梶岡 - 東児市民センター - 山田 - 後閑 - 後閑北 - 八浜市民センター - 玉野光南高校 - 八浜駅 - 横田口（方転場） - 深山公園道の駅 - 田井 - 福祉センター - 田井みなと公園 - 岡山赤十字玉野病院 - 宇野駅 - 旭橋通り - 玉野市役所前 - たまの病院前（新道）（日比市民センター行きのみ停車） - たまの病院（構内） - たまの病院前（旧道）（八浜市民センター・東児市民センター行きのみ停車） - 鳴滝橋（日比市民センター行きは新道、八浜市民センター・東児市民センター行きは旧道） - 宇野三丁目 - 玉野レクレセンター（八浜市民センター・東児市民センター行きのみ停車） - 玉橋（八浜市民センター・東児市民センター行きのみ停車） - 玉比咩神社前 - 玉橋（日比市民センター行きのみ停車） - 和田社宅前（旧道） - 日比市民センター（平日のみ運行）
  - 東児市民センター - 梶岡 - 胸上 - 鉾立 - 上山坂 - 梶岡 - 東児市民センター - 山田 - 後閑 - 後閑北 - 八浜市民センター - 玉野光南高校 - 八浜駅 - 横田口（方転場） - 深山公園道の駅 - 田井 - 福祉センター - 田井みなと公園 - 岡山赤十字玉野病院 - 宇野駅 - 旭橋通り - 玉野市役所前 - たまの病院前（新道）（玉橋行きのみ停車） - たまの病院（構内） - たまの病院前（旧道）（八浜市民センター・東児市民センター行きのみ停車） - 鳴滝橋（玉橋行きは新道、八浜市民センター・東児市民センター行きは旧道） - 宇野三丁目 - 玉野レクレセンター（八浜市民センター・東児市民センター行きのみ停車） - 玉橋（平日のみ運行）
- 大型シーバス線（宇野 - 渋川）
  - 宇野駅 → 旭橋通り（旧道） → 玉野市役所前（メルカ前） → 玉野市役所入口 → たまの病院前（新道） → 鳴滝橋（新道） → 商工高校前 → 玉比咩神社前 → 玉四丁目 → 三井E&S玉正門前 → 三井E&S日の田正門前 → 和田社宅前 → 羽根崎町 → 日比 → 渋川三丁目（平日のみ運行）
  - 宇野駅 → 旭橋通り（旧道） → 玉野市役所前（メルカ前） → 玉野市役所入口 → たまの病院前（新道） → 鳴滝橋（新道） → 商工高校前 → 玉比咩神社前 → 玉四丁目 → 三井E&S玉正門前 → 三井E&S日の田正門前 → 和田社宅前 → 羽根崎町 → 日比 → 渋川三丁目 → ホールサムインせとうち → 王子ヶ岳登山口（平日のみ運行）
    - 王子ヶ岳登山口で下津井電鉄の王子ヶ岳線（王子ヶ岳登山口-由加登山口-下之町-JR児島駅）に接続。

  - 渋川三丁目 → 日比市民センター → 羽根崎町 → 和田社宅前 → 三井E&S日の田正門前 → 三井E&S玉正門前 → 玉四丁目 → 玉比咩神社前 → 商工高校前 → 鳴滝橋（旧道） → たまの病院前（旧道） → 玉野市役所前（メルカ前） → 旭橋通り（旧道） → 宇野駅 → 玉野営業所前（平日のみ運行）
  - 渋川三丁目 → 日比市民センター → 和田社宅前（旧道） → 三井E&S日の田正門前 → 三井E&S玉正門前 → 玉四丁目 → 玉比咩神社前 → 商工高校前 → 鳴滝橋（旧道） → たまの病院前（旧道） → 玉野市役所前（メルカ前） → 旭橋通り（旧道） → 宇野駅（平日のみ運行）
- 大型シーバス線（相引 - 鉾立 - 上山坂 - 東児 - 宇野）
  - 502→A1/502 岡山駅 - 柳川西 - NTT岡山前 - 天満屋バスセンター - 大雲寺前 - 清輝橋 - （岡電）岡南営業所 - 岡南小学校前 - 豊成 - 浜野入口 - 洲崎 - みやはら耳鼻科・福浜市営住宅前 - あけぼの町 - 築港新町 - 甲浦郵便局前 - 甲浦学校前 - 小串 - 相引（おうびき） - 鉾立 - 上山坂 - 梶岡 - 東児市民センター - 山田 - 後閑 - 大藪 - 田井 - 清水橋 - 玉野営業所前 - 宇野駅 - 旭橋通り（旧道） - 玉野市役所前（メルカ前） - 玉野市役所入口（たまの病院前行きのみ停車） - たまの病院前（到着は新道、出発は旧道）（岡山駅 - 相引間は一般路線として運行。宇野駅 - たまの病院前間は平日のみ運行。甲浦学校前 - 鉾立間、上山坂 - 田井間はフリー乗降区間）
    - 岡山駅行きは鉾立から「A1」となる。

  - 501→A1/501 岡山駅 - 柳川西 - NTT岡山前 - 天満屋バスセンター - 大雲寺前 - 清輝橋 - （岡電）岡南営業所 - 岡南小学校前 - 豊成 - 浜野入口 - 洲崎 - みやはら耳鼻科・福浜市営住宅前 - あけぼの町 - 築港新町 - 甲浦郵便局前 - 甲浦学校前 - 金甲山登山口 - 上山坂 - 梶岡 - 東児市民センター - 山田 - 後閑 - 大藪 - 田井 - 清水橋 - 玉野営業所前 - 宇野駅（岡山駅 - 上山坂間は一般路線として運行。平日のみ運行。甲浦学校前 - 田井間はフリー乗降区間）
    - 岡山駅行きは上山坂から「A1」となる。

## 運賃
- 一般 200円
- こども 100円
  - ただし、大型シーバス線（相引 - 鉾立 - 上山坂 - 東児 - 宇野）は玉野市内（相引 - 鉾立 - 上山坂 - 宇野駅 - たまの病院前間）に限り200円となる。
  - 岡山市内（岡山駅 - 金甲山登山口・米崎間）と玉野市内（相引 - 鉾立 - 上山坂 - 宇野駅 - たまの病院前間）にまたがる場合は通常運賃（170円 - 1,110円）となる。

岡山県共通バスカードが利用可能だったが、2008年10月1日の同カード廃止に伴い、取扱終了となった。
非接触式ICカードシステムHareca・交通系ICカード全国相互利用サービス対応カードが使用できる。ただし、小型シーバス線は使用できない。